# Kampti-Lobi
Pour les articles homonymes, voir Kampti (homonymie).
Kampti-Lobi est une localité située dans le département de Kampti de la province du Poni dans la région Sud-Ouest au Burkina Faso.

## Géographie
Kampti-Lobi – dont le nom du village fait référence au peuple Lobi – se trouve à moins d'un kilomètre à l'ouest du centre de Kampti, le chef-lieu du département, et de la route nationale 12 menant à la frontière ivoirienne.

## Santé et éducation
Le centre de soins le plus proche de Kampti-Lobi est le centre médical de Kampti tandis que le centre hospitalier régional (CHR) de la province se trouve à Gaoua.